# Hiraga Genshin
Hiraga Genshin (平賀 源信?; ... – 1536) è stato un samurai giapponese.
Hiraga Genshin era un servitore del clan Takeda durante il periodo Sengoku. Fu attaccato da Takeda Nobutora nella battaglia di Un no Kuchi del 1536 ma questi lo respinse e li costrinse al ritiro. Fu il figlio di Nobutora, Takeda Shingen, all'epoca quindicenne e chiamato Takeda Harunobu, che raggruppò gli uomini e li guidò alla vittoria durante la quale Hiraga perse la vita.